# Zhao Mengfu

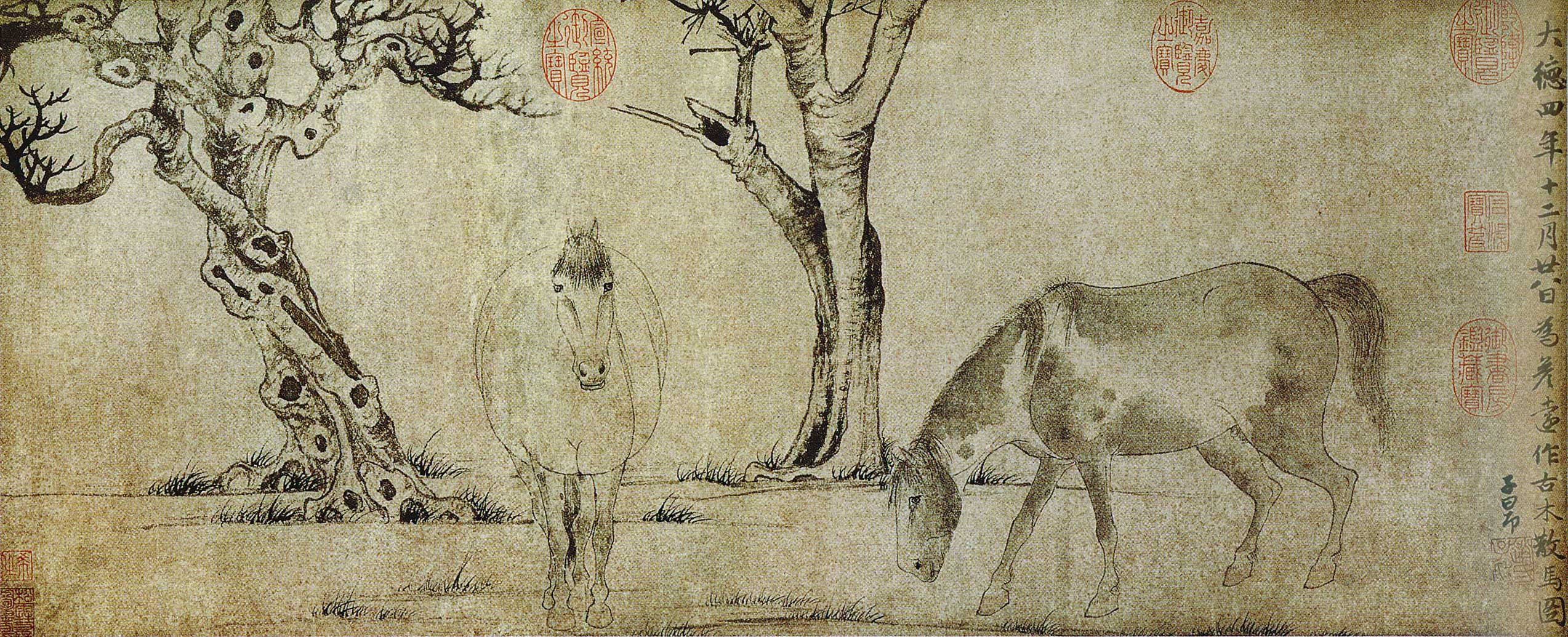
Zhao Mengfu, Stare drzewo i konie, 1300. Narodowe Muzeum Pałacowe w Tajpej

Zhao Mengfu (chiń. upr. 赵孟頫; chiń. trad. 趙孟頫; pinyin Zhào Mèngfǔ; Wade-Giles Chao Meng-fu; ur. 1254, zm. 1322) – chiński malarz okresu dynastii Yuan, twórca przedstawień koni i uznany kaligraf.